# Detektor ogniskowej matrycy
Detektor ogniskowej matrycy (ang. Focal Plane Array, FPA) - detektor pozycjoczuły (a dokładniej macierz detektorów). 
Teoretycznie najmniejszy detektor FPA składałby się z 4 detektorów (umieszczonych w 2 kolumnach: 2x2). Są to detektory stosowane w zakresie podczerwieni (IR). Typowe detektory FPA są zbudowane z macierzy detektorów 256 na 256 (albo i więcej). 
FPA to detektory, które pozwalają na detekcję widm absorpcyjnych z wielu badanych punktów jednocześnie. 
Stosowanie FPA pozwala na przyspieszenie analiz badanych próbek pod względem składu chemicznego. 
Konwencjonalna mikrospektroskopia IR wykorzystuje metodę skanowania próbki. Próbka jest umieszczona w polu promieniowania IR, jednakże na drodze promieniowania znajduje się apertura, która w sposób fizyczny ogranicza badany obszar. Próbka jest analizowana punkt po punkcie. Takie pomiary są bardzo czasochłonne. W tej metodzie wykorzystuje się pojedynczy detektor podczerwieni.
Zasada działania FPA: Uzyskany obraz poprzez FPA podlega przekonwertowaniu przez kamerę CCD na sygnał elektroniczny, by następnie po przejściu przez odpowiednie elektroniczne układy analizy ulec przekształceniu na obraz termograficzny (termografia).
Detektory FPA mogą być stosowane w badaniach, gdzie rozdzielczość przestrzenna badań sięga kilku mikrometrów. Taka przestrzenna zdolność jest również uwarunkowana zastosowaniem odpowiedniego źródła promieniowania w spektrometrze. Źródłem IR (i nie tylko podczerwieni) o odpowiednich parametrach jest synchrotron.